# 2020
2020(이천이십)은 2019보다 크고 2021보다 작은 자연수다.

## 수학
- 합성수로, 그 약수는 총 12개다. (1, 2, 4, 5, 10, 20, 101, 202, 404, 505, 1010, 2020)
  - 2020의 진약수의 합은 2264이므로, 2020은 과잉수다.
- {\displaystyle 2020=16^{2}+42^{2}=24^{2}+38^{2}}
  - 서로 다른 두 자연수의 제곱합으로 나타내는 방법이 두 가지인 수다.
- {\displaystyle 2020=17^{2}+19^{2}+23^{2}+29^{2}}
  - 연속하는 네 소수의 제곱합으로 나타낼 수 있으며, 이 성질을 지닌 앞의 수는 1348, 다음 수는 2692이다.
- {\displaystyle 91^{4}-1}은 2020으로 나누어떨어진다.

## 과학
- NGC 2020(영어판): 볼프-레이에별을 둘러싸고 있는 전리수소영역.

## 문화유산
- 대한민국의 보물 제2020호: 부산 복천동 38호분 출토 철제갑옷 일괄

## 스포츠
- 20-20 클럽: 스포츠 기록 관련 용어.

## 작품
- 《2020》: 본 조비의 정규 음반. (2020년 10월 2일 출시)

## 기타
- 연도: 2020년, 기원전 2020년
- 2020년대

## 같이 보기
- 2000